# Concatenação
Concatenação é um termo usado em computação para designar a operação de unir o conteúdo de duas strings. Por exemplo, considerando as strings "casa" e "mento" a concatenação da primeira com a segunda gera a string "casamento".
Diversas linguagens de programação fornecem operadores binários para a concatenação. A linguagem Python por exemplo oferece o operador + para a concatenação, portanto uma forma válida de se representar o exemplo anterior em Python seria:
print "casa" + "mento";
Em Java:
String s1 = "casa";
String s2 = "mento";
String resultado;
System.out.println(resultado = s1+s2);
Neste exemplo seria mostrada na tela a string "casamento" que é resultado da concatenação.

## Concatenação de conjuntos de strings
Em ciência da computação, em particular na teoria da computação, a operação de concatenação sobre strings é generalizada para uma operação sobre conjuntos de strings como segue:
Para dois conjuntos de strings S1 e S2, a concatenação S1S2 consiste de todas strings da forma vw onde v é uma string de S1 e w é uma string de S2.
Nesta definição, a string vw é a concatenação comum de strings v e w como definida na seção introdutória. Neste contexto, conjuntos de strings são muitas vezes referidas como linguagens formais. Note que não usamos um símbolo de operador explícito para representar a concatenação.

## Linguagens de programação
Cada linguagem faz a concatenação de forma diferente. Para mais detalhes, consulte a página da linguagem correspondente, e o wikilivro indicado neste página.
| Operador      | Linguagem de programação                                   |
| ------------- | ---------------------------------------------------------- |
| +             | BASIC, C++, Pascal, Delphi, JavaScript, Java, Python, Ruby |
| ++            | Haskell                                                    |
| &             | Ada, AppleScript, ASP, VHDL, Visual Basic                  |
| .             | Perl (t/m versie 5), PHP, Maple (t/m versie 5)             |
| ~             | Perl 6                                                     |
| \|\|          | Standard SQL, PL/1, Rexx, Maple (vanaf versie 6)           |
| <>            | Mathematica                                                |
| ..            | Lua                                                        |
| ,             | J                                                          |
| ^             | Ocaml, ML                                                  |
| //            | Fortran                                                    |
| paste         | R (linguagem de programação)                               |
| atom_concat/3 | SWI-Prolog                                                 |
| { , }         | Verilog                                                    |